# Michiyo Taki
Michiyo Taki (瀧 通世, Taki Michiyo) est un footballeur japonais.